# Alkí Larnaca
Pour les articles homonymes, voir Alki.
Maillots
Le Alkí Larnaca (en grec moderne : Αλκή Λάρνακας) est un ancien club chypriote de football fondé en 1948 et disparu en 2014, et basé dans la ville de Larnaca.

## Bilan sportif

### Palmarès
| Compétitions nationales |
| - Coupe de Chypre : - Finaliste : 1966-1967, 1969-1970, 1975-1976, 1976-1977 et 1979-1980. - Championnat de Chypre de deuxième division (4) : - Champion : 1959-1960, 1981-1982, 2000-2001 et 2009-2010. |

### Bilan européen
Note : dans les résultats ci-dessous, le score du club est toujours donné en premier.
| Saison    | Compétition | Tour         | Club            | Domicile | Extérieur | Total  |
| --------- | ----------- | ------------ | --------------- | -------- | --------- | ------ |
| 1979-1980 | Coupe UEFA  | Premier tour | Dinamo Bucarest | 0 - 9    | 0 - 3     | 0 - 12 |

Légende
- Victoire ou qualification pour le tour suivant
- Match nul
- Défaite ou élimination de la compétition

## Personnalités du club

### Présidents
- Demetris Phantousis

### Entraîneurs
| #   | Période                            | Entraîneur          | #   | Période                         | Entraîneur       | #   | Période                   | Entraîneur       |
| --- | ---------------------------------- | ------------------- | --- | ------------------------------- | ---------------- | --- | ------------------------- | ---------------- |
| 01. | 21 mars 2010 – 19 octobre 2010     | Marios Constantinou | 04. | 1er août 2011 – 4 novembre 2012 | Kóstas Kaïáfas   | 07. | 10 mars 2014 – 6 mai 2014 | Vesko Mihajlović |
| 02. | 21 octobre 2010 – 11 juin 2011     | Itzhak Shum         | 05. | 5 novembre 2012 – 9 avril 2013  | Neophytos Larkou |     |                           |                  |
| 03. | 1er janvier 2011 – 30 juillet 2011 | Radmilo Ivančević   | 06. | 10 avril 2013 – 13 mars 2014    | Kóstas Kaïáfas   |     |                           |                  |

### Joueurs célèbres
- Charles Akkonor
- Eugen Neagoe
- Frantz Bertin
- Fabián Caballero
- Radosław Cierzniak
- Bruno Cirillo
- Kaba Diawara
- Richard Eromoigbe
- Youssouf Hersi
- Christian Nadé
- Lamine Sakho
- Pompiliu Stoica

## Anciens logos

Logo no 1